# Пальмароль
Пальмароль (фр. Palmarolle) — муніципалітет на північному заході провінції Квебек, Канада. Входить до складу муніципалітету регіонального округу Абітібі-Вест у регіоні Абітібі-Теміскамінг.
Територія почала заселятися в 1911 році, коли містечко було обстежено. Завершення будівництва національної трансконтинентальної залізниці в Ла-Сарр та Макамік призвело до подальших хвиль розвитку з прибуттям нових поселенців у 1916, 1918 та 1929 роках. За прикладом інших місць в Абітібі, поселення було названо на честь історичного військового, Франсуа-Шарль Бертран де Пальмароль або Пальмароль (1714–1760), лейтенант полку Ла Сарр і кавалер ордена Святого Людовіка. У 1921 році була утворена парафія, а в 1930 році місце було зареєстровано як муніципалітет.